# Michael Aloni

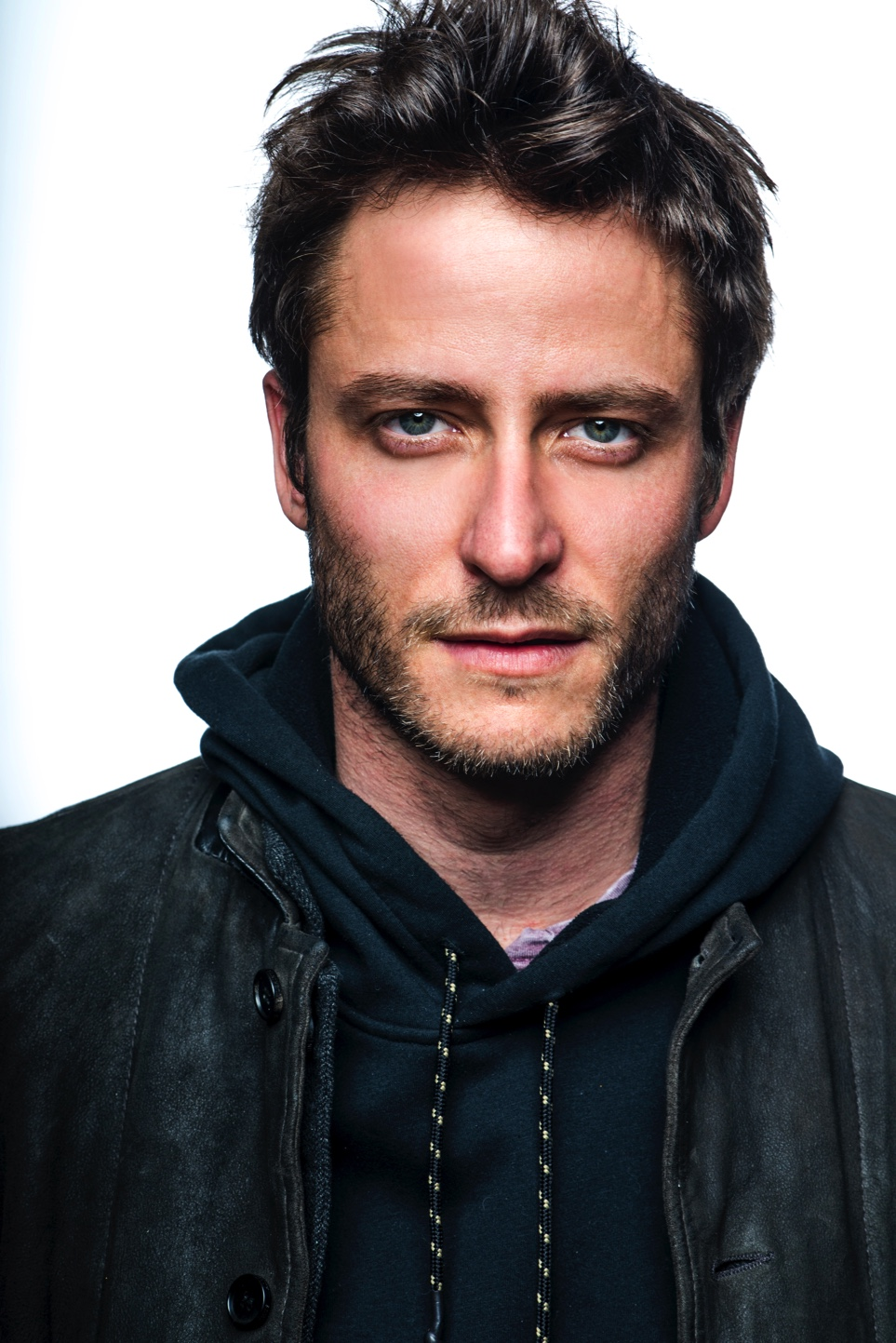
Michael Aloni (Fotografie: Dor Malka)

Michael Mark Aloni (oder Alony; hebräisch מיכאל מארק אלוני; geboren am 31. Januar 1984 in Tel Aviv, Israel) ist ein israelischer Schauspieler, Regisseur, Autor und Fernsehmoderator.

## Leben
Michael Aloni absolvierte seine Schauspielausbildung von 2006 bis 2009 am Nissan Nativ Action Studio in Tel Aviv und hatte seine erste Rolle in dem erfolgreichen mehrteiligen Teenager-Fernsehdrama HaShminiya (2005–2007). Es folgten die Filme Policeman (2011) und Out in the Dark (2012). Einem internationalen Publikum wurde er bekannt, als Netflix die internationalen Streaming-Rechte für die von der Kritik hochgelobte Fernsehserie Shtisel (2013–2021) erwarb. Aloni verkörperte die Hauptfigur Akiva Shtisel, einen charedischen Mann im Jerusalemer Quartier Geula. Für diese Rolle bereitete er sich intensiv drei Monate vor: „I spent Shabbos with a charedi family, and we needed to learn Yiddish and a different kind of Hebrew, loshen hakodesh, from the one we speak day-to-day. We learned prayers and the rules of Jewish law. We had to learn everything from scratch. I loved it.“
Er spielte außerdem in weiteren prominenten Fernsehproduktionen und Serien wie When Heroes Fly (2018), Our Boys (2019) und Scenes from a Marriage (2021) mit. Von 2012 bis 2019 moderierte Aloni fünf Staffeln des Gesangswettbewerbs The Voice Israel.
Zuletzt spielte er eine Nebenrolle in dem Drama Plan A (2021), eine Hauptrolle in der Serie The Beauty Queen of Jerusalem (2021–2023) sowie eine Nebenrolle in der US-amerikanischen Miniserie We Were The Lucky Ones (2024), die von einer polnisch-jüdischen Familie während des Zweiten Weltkriegs und der Shoah erzählt.  
Für den Kurzfilm Shir (2016) schrieb Aloni das Drehbuch und führte Regie.

## Filmographie (Auswahl)
- 2005–2007 HaShminiya (Fernsehserie, in Staffel 1–3)
- 2011 Policeman
- 2012 Out in the Dark
- 2013–2021 Shtisel (שטיסל, Fernsehserie, 33 Episoden in 3 Staffeln)
- 2014 Temporarily Dead
- 2018 When Heroes Fly
- 2019 Happy Times
- 2019 Our Boys
- 2021 Plan A
- 2021 Scenes from a Marriage
- 2021–2023 The Beauty Queen of Jerusalem (Fernsehserie, 70 Episoden in 2 Staffeln)
- 2024 We Were The Lucky Ones  (Fernsehserie, 8 Episoden)
- 2024 8200 (Fernsehserie)

## Theater (Auswahl)
- 2024 Here in America (Orange Tree Theatre, London)[5]